# 埃利洛阿尔
埃利洛阿尔，是西班牙加泰罗尼亚塔拉戈纳省的一个市镇。总面积7平方公里，总人口114人（2001年），人口密度16人/平方公里。